# Marampilly
Marampilly es una ciudad censal situada en el distrito de Ernakulam en el estado de Kerala (India). Su población es de 23272 habitantes (2011). Se encuentra a orillas del río Periyar, a 26 km de Cochín y a 59 km de Thrissur.

## Demografía
Según el censo de 2011 la población de Marampilly era de 23272 habitantes, de los cuales 11662 eran hombres y 11610 eran mujeres. Marampilly tiene una tasa media de alfabetización del 93,17%, inferior a la media estatal del 94%: la alfabetización masculina es del 94,97%, y la alfabetización femenina del 90,40%.